# 破産手続開始の原因
破産手続開始の原因（はさんてつづきかいしのげんいん）とは、破産手続を開始するための要件。破産法に規定されている。破産手続開始の申立てがあった場合において、破産手続開始の原因が存在し、かつ、破産障害事由が存在しないことが認定されたときは、裁判所が破産手続開始の決定をすることにより破産手続きが開始される。
- 以下、単に条名のみを記す場合、破産法のものを指す。

## 支払不能
支払不能とは、債務者が、支払い能力を欠くために、その債務のうち弁済期にあるものにつき、一般的かつ継続的に弁済することができない状態をいう（2条11項）。自然人については唯一の破産手続開始の原因であり、法人および信託財産についても破産手続開始の原因となる。
「一般的かつ継続的に弁済することができない状態」をいうので、特定の債務が弁済不能となった場合や、一次的に弁済できない状態になったにすぎない場合（例えば、近い将来の融資が期待できる場合など）は、支払不能とはいえない。
「支払不能」と関連して、債務者が資力欠乏のため債務の支払いをすることができないと考えてその旨を明示的又は黙示的に外部に表示する行為を支払停止という。一般的には、手形の不渡りなどが支払停止に該当するとされ、債務者の支払停止は、支払不能が推定される（15条2項）。「外部に表示する行為が必要」であり、債務者が弁護士との間で破産手続き開始の申立ての方針を決めただけでは、支払停止には該当しない。

## 債務超過
債務超過とは、負債が資産を超過している状態をいう。相続財産については唯一の破産手続開始の原因であり、法人（存立中の合名会社及び合資会社は除く）および信託財産についても破産手続開始の原因となる。破産者の種類ごとに次のように定義される。
- 法人 - 債務者が、その債務につき、その財産をもって完済することができない状態（16条1項）
- 相続財産 - 相続財産をもって相続債権者及び受遺者に対する債務を完済することができない状態（223条）
- 信託財産 - 受託者が、信託財産責任負担債務につき、信託財産に属する財産をもって完済することができない状態（244条の3）

## 外国での破産手続の開始
債務者についての外国で開始された手続で破産手続に相当するものがある場合には、当該債務者に破産手続開始の原因となる事実があるものと推定される（17条）。